# ایرن ژولیو-کوری
ایرن ژولیو-کوری (به فرانسوی: Irène Joliot-Curie) ‏(۱۲ سپتامبر ۱۸۹۷ – ۱۷ مارس ۱۹۵۶) فیزیک‌دان و شیمی‌دان فرانسوی که به خاطر کشف رادیواکتیویتهٔ مصنوعی در سال ۱۹۳۵ جایزه نوبل شیمی را دریافت کرد.

## زندگی
ایرن کوری در پاریس به دنیا آمد و در همان شهر هم دیده از جهان فروبست. مادرش ماری کوری و پدرش پیر کوری هر دو فیزیک‌دان برجسته‌ای بودند. در ۴ اکتبر ۱۹۲۶ با فردریک ژولیو که در انستیتو رادیوم زیر نظر ماری کوری کار می‌کرد ازدواج کرد. فردریک پسر هانری ژولیو از انقلابیون کمون پاریس بود.

## فعالیت علمی
در سال ۱۹۳۴ ایرن و فردریک توسط پرتو آلفا، آلومینیوم را بمباران کردند و نشان دادند با این عمل هستهٔ آلومینیوم با انتشار یک نوترون به هستهٔ فسفر تبدیل می‌شود، ولی فسفر به دست آمده رادیواکتیو بود و به انتشار پوزیترون ادامه می‌داد. آن‌ها در واقع رادیواکتیویته مصنوعی را کشف کرده بودند.
در سال ۱۹۳۵ زوج ژولیو-کوری به خاطر کشف رادیواکتیویتهٔ مصنوعی جایزه نوبل شیمی را دریافت کردند.
با قدرت گرفتن هیتلر در آلمان و فاشیستها در ایتالیا جناح چپ در فرانسه قوی‌تر شد و در انتخابات ۱۹۳۶ با پیروزی جبههٔ خلق لئون بلوم رئیس‌جمهور شد و او از ایرن ژولیو کوری دعوت کرد پست وزارت آموزش و پرورش را بپذیرد و این نخستین باری بود که زنی به کابینهٔ فرانسه راه پیدا می‌کرد.
در سال ۱۹۴۶ زوج ژولیو-کوری برنامهٔ تشکیل مرکز انرژی اتمی را ارئه نمودند و دو سال بعد نخستین پیل اتمی فرانسه را به راه انداختند. اما در سال ۱۹۵۰ به دلیل آنچه تمایلات کمونیستی قلمداد شد، از این مرکز اخراج شدند و در ۱۹۵۴ که عضویت ایرن در انجمن شیمی‌دانان آمریکا پیشنهاد شد به دلیل همین تمایلات با آن مخالفت شد.

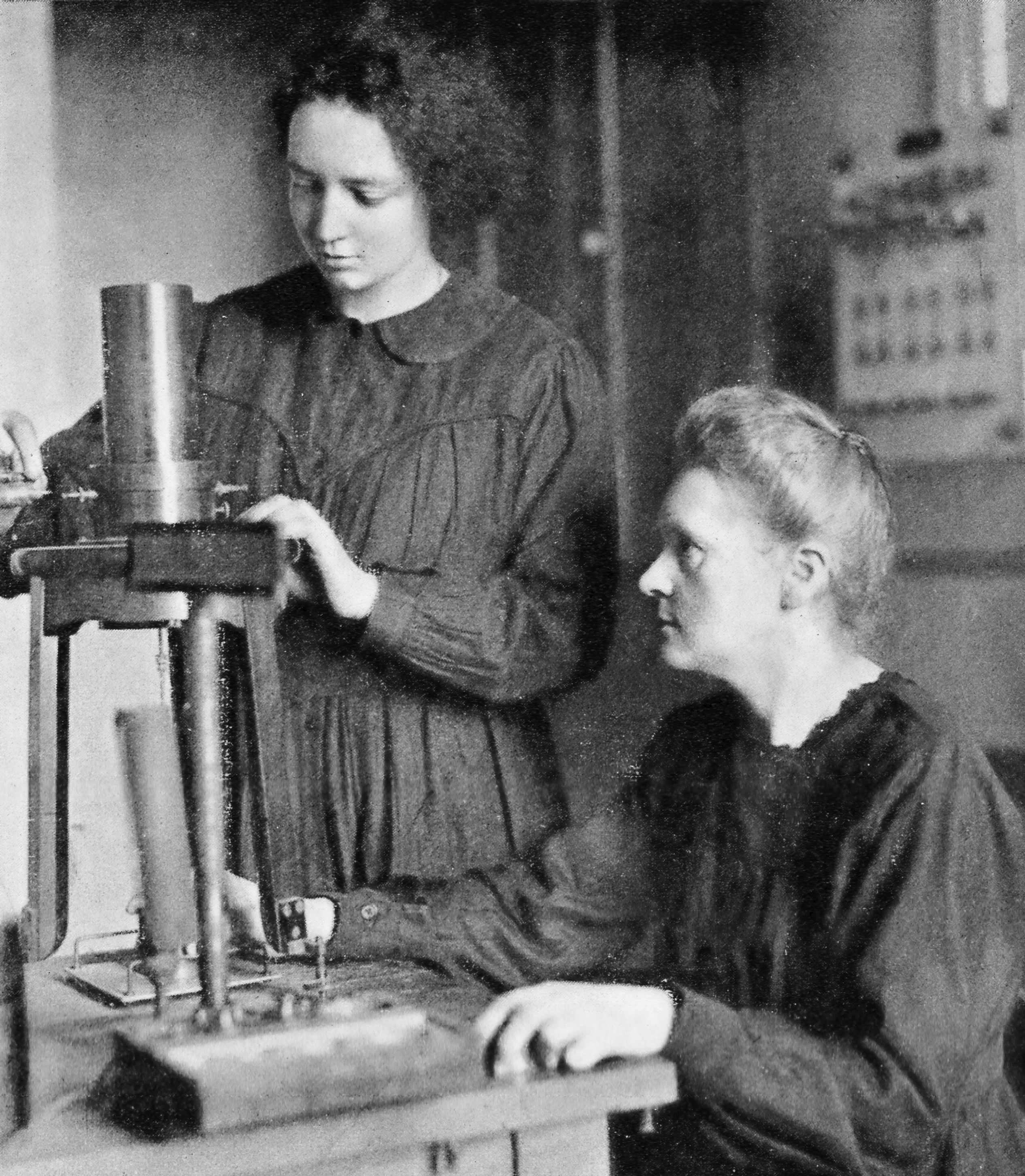
ایرن همراه با مادرش ماری کوری در سال ۱۹۲۵

## درگذشت
ایرن ژولیو کوری در ۱۷ مارس ۱۹۵۶ بر اثر سرطان خون که به دلیل مجاورت با پرتوهای رادیواکتیو به آن مبتلا شده بود درگذشت.

## سال‌شمار
- ۱۲ سپتامبر ۱۸۹۷ تولد در پاریس
- ۱۹۰۶ درگذشت پدر (پیر کوری)
- ۱۹۱۴ تا ۱۹۱۸ تکنسین رادیولوژی
- ۴ اکتبر ۱۹۲۶ ازدواج با فردریک ژولیو کوری
- ۱۹۲۷ تولد دخترشان هلن
- ۱۹۳۱ کار روی تشعشع بریلیوم
- ۱۹۳۲ تولد پسرشان پیر
- ۴ ژوئیه ۱۹۳۴ درگذشت مادر ماری کوری بر اثر ابتلا به سرطان خون
- ۱۹۳۴ کشف رادیواکتیویته مصنوعی
- ۱۹۳۵ دریافت جایزهٔ نوبل شیمی به همراه همسرش
- ۱۹۳۶ وزیر آموزش و پرورش
- ۱۹۴۶ ارائه برنامهٔ تشکیل مرکز انرژی اتمی
- ۱۹۵۰ برکناری از مرکز انرژی اتمی به دلیل تمایلات کمونیستی
- ۱۷ مارس ۱۹۵۶ مرگ در پاریس